# اولشنا (ناحیه پیسک)
اولشنا (به چکی: Olešná) یک منطقهٔ مسکونی در جمهوری چک است که در ناحیه پیسک واقع شده‌است. اولشنا ۵٫۲۵ کیلومتر مربع مساحت و ۸۸ نفر جمعیت دارد و ۴۲۶ متر بالاتر از سطح دریا واقع شده‌است.